# Navigatori-Klasse
| Regia Marina              | Regia Marina |
| ------------------------- | --- |
| Der Zerstörer Nicolo Zeno | |
| Technische Daten          | |
| Schiffstyp:               | Zerstörer |
| Bauwerften:               | Ansaldo, Sestri Ponente Odero, Sestri Ponente CN di Riva Trigoso, Riva Trigoso CN Riuniti, Ancona CN del Quarnaro, Fiume            |
| Verdrängung:              | 1.935 , ab 1940: 2125 ts Standard 2.690, ab 1940: 2888 ts maximal                                                                   |
| Länge:                    | 107,2 m (1940: 109,3 m) |
| Breite:                   | 10,2 m (1940: 11,2 m) |
| Tiefgang:                 | 3,6 m (1940: 4,2 m) |
| Antrieb:                  | 4 Dampfkessel 2 Dampfturbinen mit Einfachgetriebe 55.000 PS (41.040 kW)                                                             |
| Treibstoffvorrat:         | 630 t Heizöl |
| Geschwindigkeit:          | 38 kn (70 km/h) |
| Reichweite:               | 3.800 sm bei 18 kn 800 sm bei 38 kn                                                                                                 |
| Besatzung:                | 173 bis 225 Mann |
| Bewaffnung:               | 6 × 120-mm-L/50-Geschütz (3×2) 2 × 40-mm-Flugabwehr-MK 8 × 13,2-mm-Flugabwehr-MG (3×2) 6 × 533-mm-Torpedorohr (2×3) 56 Wasserbomben |

Die Navigatori-Klasse war eine Zerstörer-Klasse der italienischen Marine. Die Klasse bestand aus zwölf großen, nach italienischen Seefahrern benannten Zerstörern. Sie wurden Ende der 1920er Jahre als Antwort auf die schnellen französischen Schiffe der Chacal- und der Guépard-Klasse bei fünf norditalienischen Werften gebaut. Die zwischen Ende 1929 und Mitte 1931 fertiggestellten Schiffe wurden anfangs als esploratóri („Erkunder“) bezeichnet. 1938 wurden sie dann zu Zerstörern (it.: cacciatorpediniere) umklassifiziert, da die Aufklärungsaufgaben inzwischen von der Luftwaffe erledigt wurden. Die Schiffe wurden bis zum Kriegseintritt Italiens im Sommer 1940 in zwei Phasen modernisiert und im Zweiten Weltkrieg hauptsächlich im Geleitschutz eingesetzt. Nur ein Schiff, die Nicoloso da Recco, überstand den Krieg und wurde 1954 verschrottet.

## Technische Daten
Die zwölf Schiffe der Klasse waren relativ schwer bewaffnet mit sechs 120-mm-Kanonen des Modells 1926 von Ansaldo, die in drei Zwillingslafetten aufgestellt waren. Sie standen etwa gleich hoch auf dem Vorschiff, etwa mittschiffs kurz vor dem hinteren Schornstein und am Heck hinter dem Hauptmast auf einem weiteren Deckshaus. Die Rohre konnten bis zu 45° erhöht werden und die Reichweite der Geschütze betrug maximal 18.500 m. Die mit über 20 t relativ schweren Zwillingslafetten schoben den Schwerpunkt der Schiffe weit nach oben. Die Luftabwehrbewaffnung umfasste anfangs seitlich des vorderen Schornsteins zwei einzelne 40-mm-L/39-Geschütze der Bauart Vickers Terni ähnlich der britischen pom-pom sowie vier 13,2-mm-Fla-Maschinengewehre der Bauart Breda in Zwillingslafetten seitlich der Brücke. Schon 1933/1934 erhielten die Zerstörer ein weiteres Paar der Zwillings-MG, die hinter dem hinteren Schornstein aufgestellt wurden. Während des Weltkriegs wurden diese Flugabwehrbewaffnung verstärkt und die Maschinengewehre durch bis zu neun 20-mm-Maschinenkanonen ersetzt. Einige Einheiten erhielten ab 1942 noch einen 37-mm-L/54-Fla-Zwilling für den hinteren Torpedorohrsatz. Auch diese Maschinenkanonen waren eine Entwicklung der Firma Breda.
Torpedobewaffnung bestand ursprünglich aus zwei 533-mm-Drillingssätzen. Die zeitweise Reduzierung auf Zwillingssätze wurde bei Kriegsbeginn wieder aufgehoben und ein drittes etwas erhöhtes Abschussrohr auf die Sätze montiert. Bis auf Nicoloso da Recco waren auf allen Schiffen auch Minenschienen für bis zu 104 Minen montiert. Zur U-Boot-Abwehr wurden die Zerstörer mit zwei Ablaufbahnen und zwei Werfern für Wasserbomben ausgerüstet. Die als achtes Schiff der Klasse fertiggestellte da Recco wurde als Führungsschiff fertiggestellt und besaß achtern ein größeres Deckshaus mit einer Admiralskabine.
Die Schiffe der Klasse waren ursprünglich bis zu 42 Knoten schnell. Die Maschinenanlage bestand aus zwei räumlich voneinander getrennten Sätzen aus jeweils zwei Dampfkesseln mit einer Dampfturbine. Der vordere Antriebssatz wirkte auf die linke Schraubenwelle, der hintere auf die rechte. Durch diese Konstruktion sollte vermieden werden, dass ein Treffer im Maschinenraum das Schiff antriebs- und manövrierunfähig macht. Zum Einbau kamen Wasserröhrenkessel der Bauart Odero, nur die vier in Fiume (heute Rijeka) gebauten Schiffe erhielten Yarrow-Kessel. Die dort fertiggestellten Alvise da Mosto, Giovanni da Verrazzano, Antonio Pigafetta und Nicolò Zeno erhielten auch abweichend von den anderen Einheiten Getriebeturbinen der Bauart Belluzzo, die sich nicht bewährten und bald ausgetauscht wurden. Während die sechs an der Westküste Italiens gebauten Schiffe mit Parsons-Turbinen mit einfachen Getrieben fertiggestellt wurden, erhielten die in Ancona gebauten Emanuele Pessagno und da Recco solche der Bauart Tosi.
Am 16. November 1929 kam mit der bei Ansaldo in Genua gebauten Luca Tarigo das erste Schiff der Klasse in den Dienst der Regia Marina, der bis zum Jahresende 1929 noch drei weitere folgten. Als letztes Schiff der Klasse kam am 1. Mai 1931 die Pigafetta in den Dienst der italienischen Marine.

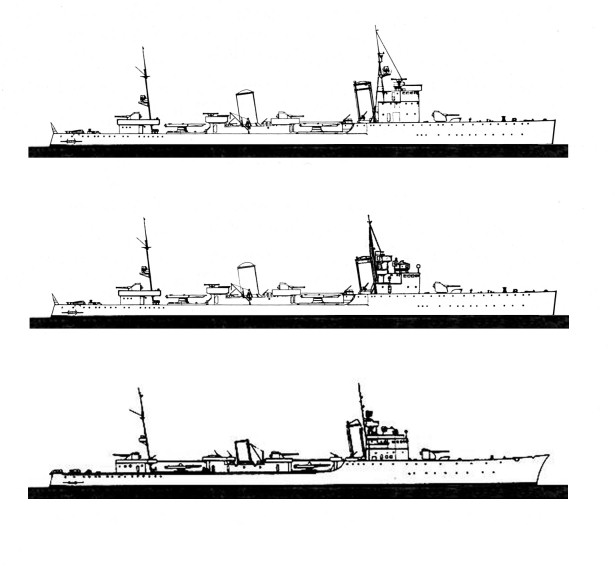
Seitenrisse der Navigatori-Klasse, von oben: Urform / 1. Umbau / 2.Umbau

Der größte Nachteil der Navigatori-Schiffe waren die hohen, sehr schweren Aufbauten, die den Schwerpunkt zu sehr nach oben verlegten und damit bei ungünstigem Seegang eine gewisse Instabilität verursachten. In den 1930er Jahren bereinigte man dieses Problem durch Umbauten in zwei Phasen.
Die ersten Änderungen in den Jahren 1933 bis 1934 kürzten die Aufbauten und Schornsteine, beseitigten vorhandene Seitentanks und das mittlere 450-mm-Rohr der Torpedorohrsätze. Die Beschränkung auf Treiböltanks im Doppelboden reduzierte den Treibölvorrat um 100 t und verringerte den Fahrbereich.
Der zweite grundlegende Umbau der Schiffe erfolgte 1939/40. Die Schiffe erhielten praktisch eine neue Außenhaut, die sie um 1 m verbreiterte. Der Bug wurde höher und schräger gezogen, um das Vorschiff trockener zu halten. So stieg die Länge über alles auf 109,3 m und der Tiefgang auf 4,6 m bei einem Treibölvorrat von jetzt 680 t. Die Bewaffnung wurde auf zwei Torpedorohrdrillingssätze verstärkt. Dazu kam ein weiteres Paar Zwillings-FlaMG an Bord sowie zwei weitere Wasserbomben-Werfer. Diese Maßnahmen führten jedoch zu einer Verringerung der Höchstgeschwindigkeit, sie erreichten nur noch Einsatzhöchstgeschwindigkeiten von 28 bis 29 kn und konnten den schweren Einheiten nicht mehr folgen. Aus diesem Grund setzte man die Schiffe während des Zweiten Weltkriegs vorwiegend zur Sicherung von Geleitzügen nach Nordafrika ein. Die Umbaumaßnahmen waren beim Kriegseintritt Italiens bei sieben Zerstörern abgeschlossen. Bei da Recco und Antonio Usodimare wurde sie nicht mehr durchgeführt.
Die ursprüngliche Verdrängung von 1935 t Standard und 2580 t maximal stieg durch den zweiten Umbau auf 2125 t Standard und 2888 t maximal.
Die Abmessungen und die Verdrängung der verschiedenen Schiffe wiesen kleinere Unterschiede auf, da die fünf beteiligten Werften ihre Baulose (Serien) nicht ganz nach einem einheitlichen Standard realisierten.

## Einsätze
Der erste große Einsatz der neuen Klasse war die Unterstützung des Formationsfluges Italo Balbos mit vierzehn Savoia Marchetti-SM-55TA-Doppelrumpf-Flugbooten von Italien nach Brasilien vom 17. Dezember 1930 bis zum 15. Januar 1931 mit acht Einheiten. Die Maschinen flogen von Orbetello über Cartagena, Kenitra und Villa Cisneros nach Bolama. Dort starteten die Maschinen am 5. Januar zur Überquerung des Südatlantiks nach Natal. Zwei Maschinen gingen durch Startunfälle verloren. Auf der Flugroute waren die acht Begleitschiffe in Abständen verteilt. Das Führungsschiff da Recco stand am nächsten zur afrikanischen Küste, in Abständen folgten dann Tarigo und die anderen sechs Schiffe. Zwei Maschinen mussten unterwegs notlanden, zuerst I-BAIS nach neun Stunden Flug wegen eines Kühlerschadens. Die Maschine wurde nach fünf Stunden von der Pessagna gefunden, die das Flugboot nach Fernando de Noronha zu schleppen versuchte. Dies erwies sich als erhebliches Problem, mehrmals riss die Schlepptrosse und schließlich wurde die Maschine aufgegeben. I-DONA hatte bei ähnlichen Problemen mehr Glück, da sie etwa 750 km vor Fernando de Noronha in der Nähe der Leone Pancaldo landen konnte, die sie zur brasilianischen Insel schleppte, von wo sich die Maschine nach ihrer Reparatur wieder dem Verband anschließen konnte. Die verbliebenen elf Maschinen flogen über Bahia nach Rio de Janeiro. Kurz nach der Landung der Maschinen liefen auch die acht Sicherungsschiffe in die Bucht von Rio ein.
Bei Kriegsbeitritt Italiens im Sommer 1940 bildeten die zwölf Zerstörer der Klasse die Zerstörergeschwader 14, 15 und 16 des Flottenkommandos in Tarent (1a Squadra Navale); allerdings waren Tarigo, da Mosto und da Verrazzano noch im Umbau.

### Alvise Da Mosto
Gebaut auf der Quarnaro-Werft in Fiume, benannt nach dem Seefahrer und Entdecker Alvise Cadamosto (1432–1488), in Dienst gestellt am 15. März 1931, wurde das Schiff von den britischen Kreuzern Aurora und Penelope am 1. Dezember 1941 bei Tripolis versenkt.
- Verband: 15. Zerstörergeschwader, Tarent
- Kennung: DM
- Motto: In ogni rischio e con ogni arme

### Antonio Da Noli
Gebaut in Riva Trigoso bei Genua, benannt nach dem Seefahrer und Entdecker Antonio da Noli (1419–1491), in Dienst gestellt am 29. Dezember 1929. Der Zerstörer sicherte vom 17. Dezember 1930 bis zum 15. Januar 1931 im Südatlantik den Formationsflug Italo Balbos von Italien nach Brasilien. In einer vom Zerstörer Da Noli gelegten Minensperre vor Kap Bon verloren die Briten zwei Zerstörer.
Am 9. September 1943 vor Bonifacio auf Mine gelaufen und gesunken.
- Verband: 14. Zerstörergeschwader, Tarent
- Kennung: DN
- Motto: Prendimi teco a l'ultima fortuna

### Nicoloso Da Recco
Gebaut auf der CNR-Werft von Ancona, benannt nach dem genuesischen Seefahrer Nicoloso da Recco (14. Jh.), in Dienst gestellt am 20. Mai 1930, außer Dienst gestellt am 15. Juli 1954.
Der Zerstörer sicherte vom 17. Dezember 1930 bis zum 15. Januar 1931 im Südatlantik den Formationsflug Balbos von Italien nach Brasilien. Von 1936 bis 1938 am Spanischen Bürgerkrieg beteiligt. Ab 1940 vorwiegend zu Geleitschutzaufgeben und zur U-Boot-Jagd eingesetzt, schoss etliche britische Flugzeuge ab (vier Flugzeuge am 21. Juni 1942). Am 1. Dezember 1942 bei einem Geleitschutzeinsatz schwer beschädigt.
- Verband: 16. Zerstörergeschwader, Tarent
- Kennung: DR
- Motto: Ardisci e vinci

### Giovanni Da Verrazzano
Gebaut in Fiume, benannt nach dem Seefahrer Giovanni da Verrazzano (1485–1528), in Dienst gestellt am 25. September 1930, vom britischen U-Boot HMS Unbending am 19. Oktober 1942 bei Lampedusa versenkt.
- Verband: 15. Zerstörergeschwader, Tarent
- Kennung: DV
- Motto: Ultra terminos ausus

### Lanzerotto Malocello
Gebaut auf der Ansaldo-Werft in Genua, benannt nach dem genuesischen Seefahrer Lancelotto Malocello (um 1300), in Dienst gestellt am 18. Januar 1930, am 24. März 1943 nördlich von Kap Bon nach Minentreffer gesunken.
Der Zerstörer sicherte vom 17. Dezember 1930 bis zum 15. Januar 1931 im Südatlantik den Formationsflug Balbos von Italien nach Brasilien. Am 28. Juni 1935 kam es bei einer nächtlichen Übung zu einer Kollision mit der Nicolò Zeno, mit Toten und Verletzten und erheblichem Sachschaden auf beiden Schiffen. Die Lanzerotto Malocello nahm von 1936 bis 1938 am Spanischen Bürgerkrieg teil. Kurz nach dem Kriegseintritt Italiens war der Zerstörer an der Seeschlacht bei Punta Stilo beteiligt, dann sicherte er vorwiegend Konvois nach Nordafrika. Das Schiff wurde mehrfach von britischen U-Booten und Flugzeugen angegriffen, von denen es einige abschießen konnte. Im Juni 1942 wurde es gegen die britischen Vigorous und Harpoon-Konvois eingesetzt und zeichnete sich dabei bei der Verteidigung des beschädigten Schwesterschiffs Ugolino Vivaldi aus. Im Herbst 1942 erhielt es als einziges Schiff der Klasse eine deutsche Radaranlage. Während der Schlacht um Tunesien als Truppentransporter eingesetzt, lief es am frühen Morgen des 24. März 1943 bei Tunis auf eine Mine und sank.
- Verband: 15. Zerstörergeschwader, Tarent
- Kennung: MC (ab 1942 MO)
- Motto: Impedimento non mi piega

### Leone Pancaldo
Gebaut in Riva Trigoso bei Genua, benannt nach dem Seefahrer und Teilnehmer an Magellans Weltumsegelung León Pancaldo (1488–1538), in Dienst gestellt am 30. November 1929. Der Zerstörer sicherte vom 17. Dezember 1930 bis zum 15. Januar 1931 im Südatlantik den Formationsflug Balbos von Italien nach Brasilien. Von alliierten Kampfflugzeugen am 30. April 1943 bei Kap Bon versenkt.
Das Schiff erhielt 1942 eine italienische Radaranlage vom Typ „EC3 Gufo“.
- Verband: 14. Zerstörergeschwader, Tarent
- Kennung: PN
- Motto: D'aquila penne, ugne di leonessa

### Emanuele Pessagno
Gebaut von CNR in Ancona, benannt nach dem genuesischen Seefahrer Emanuele Pessagno (14. Jh.), in Dienst gestellt am 10. März 1930. Der Zerstörer sicherte vom 17. Dezember 1930 bis zum 15. Januar 1931 im Südatlantik den Formationsflug Balbos von Italien nach Brasilien. Vom britischen U-Boot Turbulent am 29. Mai 1942 versenkt.
- Verband: 16. Zerstörergeschwader, Tarent
- Kennung: PE
- Motto: Superare e superarsi

### Antonio Pigafetta
Gebaut in Fiume, benannt nach dem venezianischen Seefahrer und Teilnehmer an Magellans Weltumsegelung Antonio Pigafetta (1491–1534), in Dienst gestellt am 1. Mai 1931. Der Zerstörer sicherte vom 17. Dezember 1930 bis zum 15. Januar 1931 im Südatlantik den Formationsflug Balbos von Italien nach Brasilien.

Versenkt am 4. Mai 1941 das britische U-Boot HMS Usk westlich von Sizilien. Nach dem Waffenstillstand mit den Alliierten am 8. September 1943 von der Besatzung in Fiume selbst versenkt, von den Deutschen gehoben und als TA 44 übernommen. Am 17. Februar 1945 durch alliierte Bomben im Hafen von Triest versenkt.
- Verband: 15. Zerstörergeschwader, Tarent
- Kennung: PI
- Motto: L'onore più che la vita

### Luca Tarigo
Gebaut von Ansaldo in Genua, benannt nach dem genuesischen Seefahrer und Entdecker Luca Tarigo (14. Jh.), in Dienst gestellt am 16. November 1929. Der Zerstörer sicherte vom 17. Dezember 1930 bis zum 15. Januar 1931 im Südatlantik den Formationsflug Balbos von Italien nach Brasilien. Die Luca Tarigo nahm von 1936 bis 1938 am Spanischen Bürgerkrieg teil. Während eines Geleitschutzeinsatzes am 16. April 1941 von britischen Zerstörern versenkt, versenkte jedoch noch den Zerstörer HMS Mohawk.
- Verband: 16. Zerstörergeschwader, Tarent
- Kennung: TA
- Motto: A voga arrancata, a spada tratta

### Antoniotto Usodimare
Gebaut auf der Odero-Werft in Sestri Ponente bei Genua, benannt nach dem genuesischen Seefahrer und Entdecker Antoniotto Usodimare (15. Jh.), in Dienst gestellt am 21. November 1929. Der Zerstörer sicherte vom 17. Dezember 1930 bis zum 15. Januar 1931 im Südatlantik den Formationsflug Balbos von Italien nach Brasilien. Nahm im Dezember 1941 am ersten Seegefecht im Golf von Syrte teil, versenkte am 25. Februar 1942 zusammen mit dem Torpedoboot Circe das britische U-Boot P38. Am 8. Juni 1942 versehentlich vom italienischen U-Boot Alagi versenkt.
- Verband: 16. Zerstörergeschwader, Tarent
- Kennung: US
- Motto: Navigare necesse (dt.: Seefahrt tut Not)

### Ugolino Vivaldi
Gebaut von Odero in Sestri Ponente, benannt nach dem genuesischen Seefahrer und Entdecker Ugolino Vivaldi (13. Jh.), in Dienst gestellt am 6. März 1930. Der Zerstörer sicherte vom 17. Dezember 1930 bis zum 15. Januar 1931 im Südatlantik den Formationsflug Balbos von Italien nach Brasilien.

Rammte und versenkte am 1. August 1940 vor Ost-Sizilien das britische U-Boot HMS Oswald, zeichnete sich zusammen mit der Lanzerotto Malocello am 15. Juni 1942 bei Pantelleria gegen überlegene britische Zerstörerformation aus, wurde jedoch schwer beschädigt. Wurde nach dem Waffenstillstand am 10. September 1943 von deutschen Kampfflugzeugen vor Bonifacio versenkt.
- Verband: 14. Zerstörergeschwader, Tarent
- Kennung: VI
- Motto: Con la prora diritta a gloria e a morte

### Nicolò Zeno
Gebaut in Fiume, benannt nach dem venezianischen Seefahrer, Entdecker und Kartografen Nicolò Zeno, in Dienst gestellt am 27. Mai 1930, verloren am 9. September 1943.
Versenkte am 4. Mai 1941 zusammen mit der Antonio Pigafetta das britische U-Boot HMS Usk westlich von Sizilien.
- Verband: 15. Zerstörergeschwader, Tarent
- Kennung: ZE
- Motto: Più oltre

## Bilder

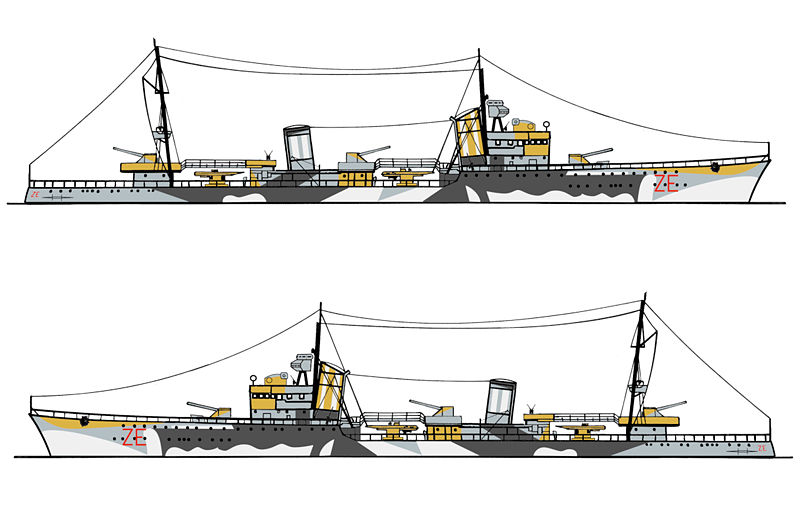
Zerstörer Zeno, 1941
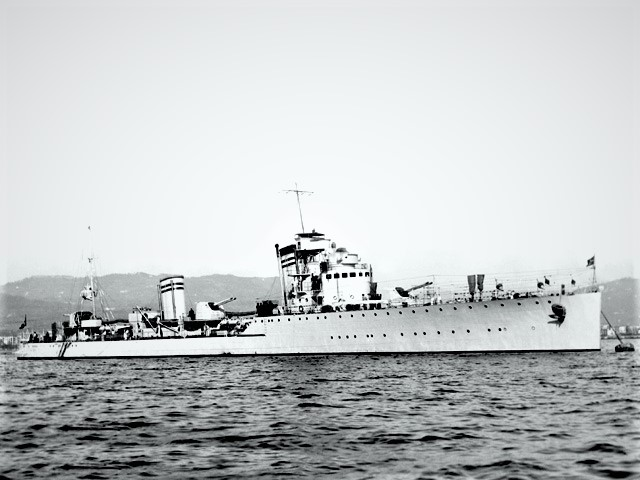
Zerstörer Zeno, um 1940